# Ник Ванов
Ник Ванов (на английски: Nick Vanoff) e американски филмов продуцент от български произход.

## Биография
Ванов е роден в 1929 година в леринското село Баница, Гърция. Емигрира в САЩ и израства в Бъфало, Ню Йорк. Служи в Корпуса на морската пехота на САЩ, и учи режисура при Фьодор Комисаржевски в Ню Йорк.
Заедно с брат си Борис Ванов (1932 - 2006) прави успешна кариера във филмовия бизнес, като продуцент на игрални и телевизионни филми. Ванов е съпродуцент на Bing Crosby Specials, Perry Como Specials, Phil Silvers Specials, Hollywood Palace, Andy Williams Specials, Sonny and Cher Show и Kennedy Center Honors Show. Ванов е създател на комедийния сериал Hee-Haw и е съпродуцент на филма „Елени“ (1985), направен по спомените на приятеля му Никълъс Гейдж, който израства заедно с Ванов.
Ванов умира в 1991 година в Лос Анджелис.